# Samogłoska półprzymknięta przednia zaokrąglona
Samogłoska półprzymknięta przednia zaokrąglona – typ samogłoski spotykany w językach naturalnych. Symbol, który przedstawia ten dźwięk w Międzynarodowym Alfabecie Fonetycznym, to ø (ukośnie przekreślone o).

## Języki, w których występuje ten dźwięk
- język duński: øⓘ [ˈøˀ], "wyspa"
- język estoński: köök [køːk], "kuchnia"
- język farerski: øl [øːl], "piwo"
- język francuski: peu [pø], "niewiele"[1]
- wschodnie dialekty języka lombardzkiego: coeur [køːr], "serce" (zapisywana także "ö", szczególnie w Szwajcarii i we Włoszech)
- język niderlandzki: neusⓘ [nøːs], "nos" (standardowa wymowa, ale w Holandii z reguły ta głoska jest dyftongizowana - [nøʏ̯s]ⓘ)
- język niemiecki: schönⓘ [ʃøːn], "piękny"
- język norweski: øl [øːl], "piwo"
- język rotumański: mösʻạki [møːsʔɔki], "umieszczać w łóżku"
- język szwedzki: ölⓘ [øːl], "piwo"
- język węgierski: nőⓘ [nøː], "kobieta"[2]

W niektórych językach występuje samogłoska średnia przednia zaokrąglona, nie posiadająca odrębnego symbolu IPA, zapisywana [ø̞] lub [œ̝] (najczęściej w pierwszy sposób), kiedy niezbędne jest rozróżnienie:
- Nowozelandzki angielski: bird [bø̞̈ːd], "ptak" (samogłoska scentralizowana, w niektórych dialektach może być półotwarta [œ])[3]
- język fiński: rölli [rø̞lːi], "Mietlica pospolita"[4]
- północne dialekty języka katalońskiego: fulles [ˈfø̞jəs], "liście" (w zapożyczeniach i wtrąceniach z języków oksytańskiego i francuskiego)
- język turecki: göz [ɟø̞z], "oko"[5]
- język węgierski: ölⓘ [ø̞l], "zabijać"[2]
- język maryjski: кӧргӧ [kørɡø] 'wnętrze'
- język rosyjski лёд [lʲøt] 'Lód'